# Distrito de Pampa Hermosa (Ucayali)
El Distrito peruano de Pampa Hermosa es uno de los 6 distritos de la Provincia de Ucayali, ubicada en el Departamento de Loreto, perteneciente a la Región Loreto, Perú.
Desde el punto de vista jerárquico de la Iglesia católica forma parte del Vicariato Apostólico de Requena.

## Geografía humana
En este distrito de la Amazonia peruana habita la etnia Pano grupo Shipibo-Conibo autodenominado Joni'.